# Jan Mieczkowski

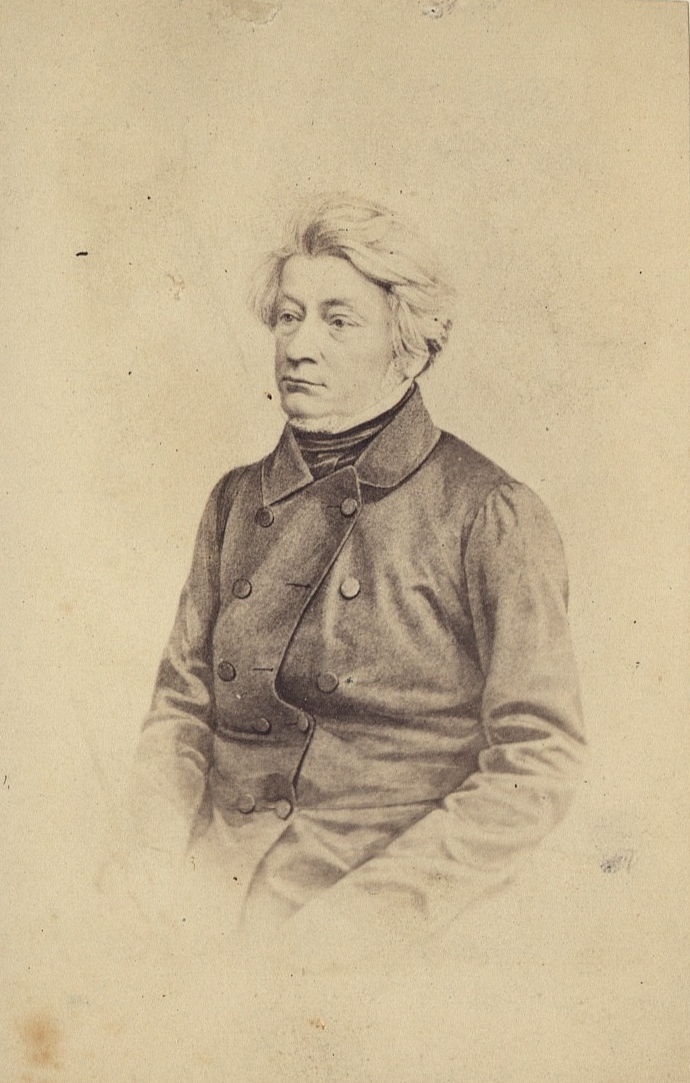
Adam Mickiewicz

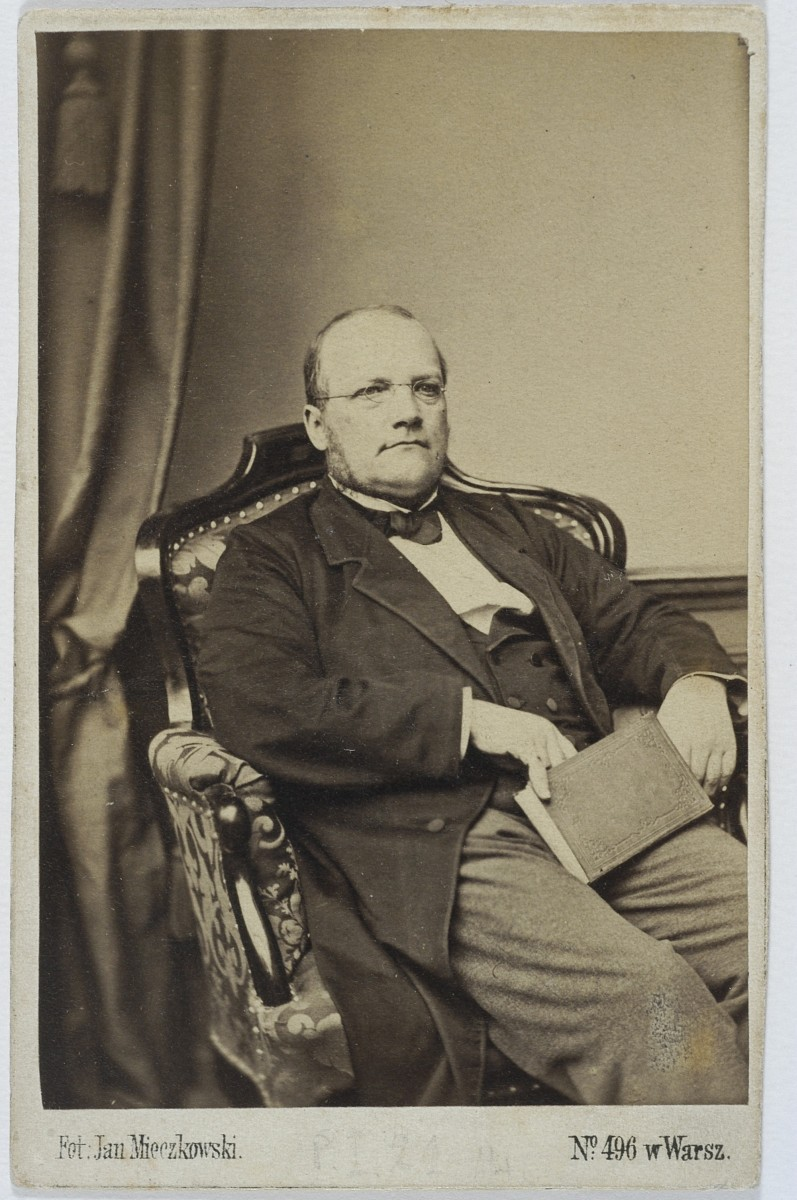
Stanisław Moniuszko, ok. 1865

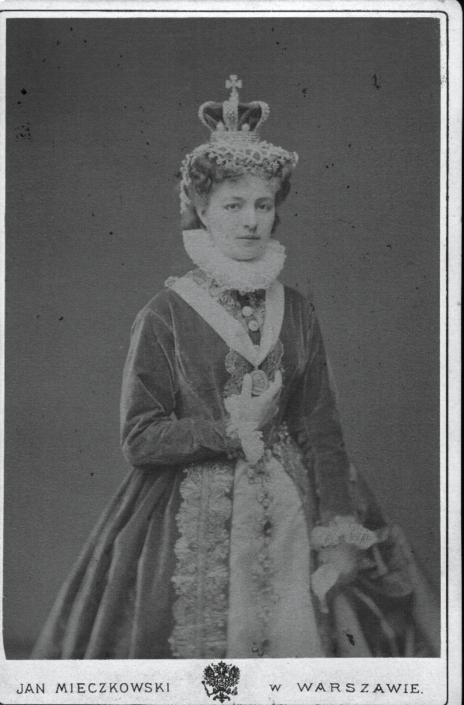
Helena Modrzejewska w roli Marii Stuart I, 1872

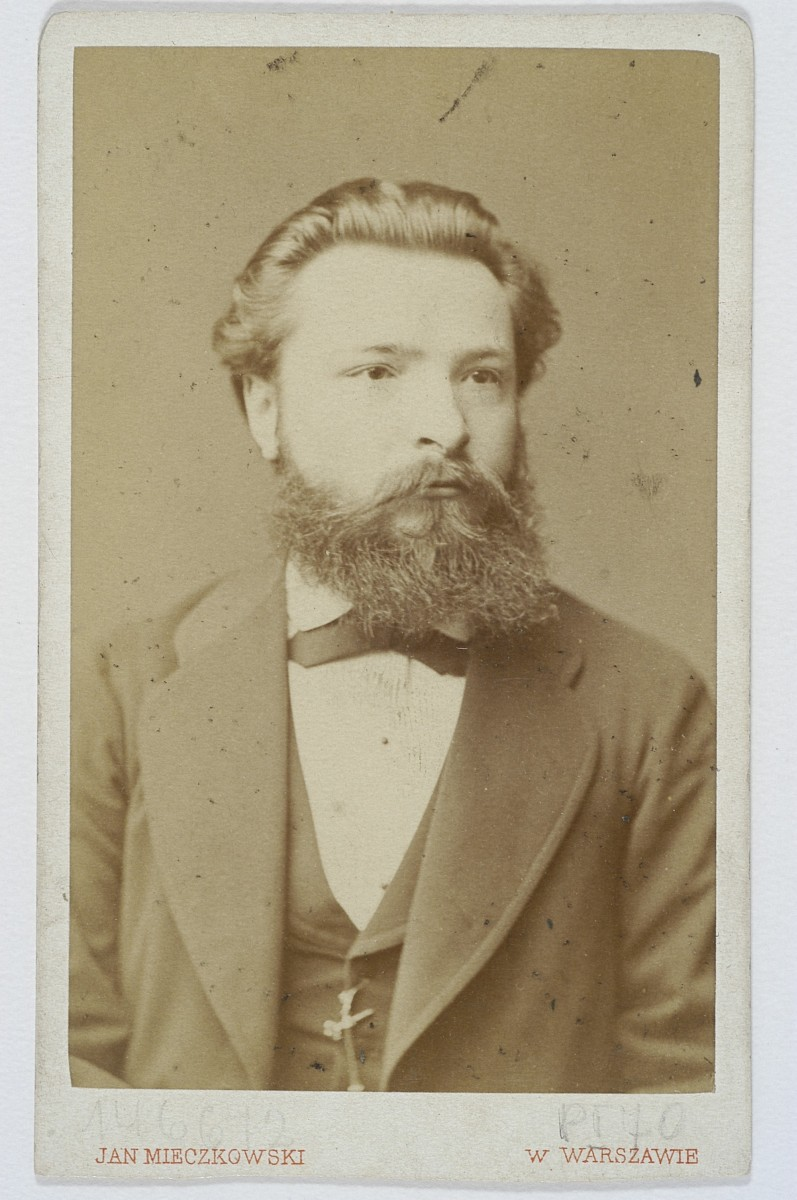
Julian Ochorowicz, ok. 1880

Jan Nepomucen Józef Mieczkowski (ur. 31 października 1830 w Słowiku, zm. 14 października 1889 w Wiedniu) – polski fotograf. 
Właściciel zakładów fotograficznych w Warszawie, przez krótki okres również w Paryżu. 
Na swoich zdjęciach uwiecznił wybitnych Polaków swojego czasu, m.in. Adama Mickiewicza, Deotymę i Stanisława Moniuszkę.

## Działalność
Pochodził z rodziny szlacheckiej Mieczkowskich h. Bończa, jego ojciec był ziemianinem, dzierżawcą/ posesorem, wsi Śladków, a następnie wsi/ dóbr Słowik pod Ozorkowem. Należeli do krewnych Franciszka Mieczkowskiego h. Bończa, kasztelana konarsko-kujawskiego (XVIII w.). Wcześnie osierocony przez rodziców, Kazimierza i Teklę z Harchowskich/ Charchowskich, z Rybitw w par. Topola Królewska, miał – zdaniem jego biografów – zdobyć wykształcenie i majątek dzięki sile własnego charakteru. Żonaty z Julianną Czachowską, jej stryjem był Dionizy Czachowski. Był uczniem w zakładzie dagerotypii dr. Karola Szczodrowskiego w Warszawie. W 1847 r. podjął się pracy w charakterze wędrownego dagerotypisty. W 1853 r. przy ul. Senatorskiej w Warszawie, w lokalu zajmowanym wcześniej przez atelier Mikołaja Stroińskiego, otworzył własny zakład dagerotypowy. Wkrótce (tj. co najmniej od 1855 r.) zdjęcia wykonywał w technice kolodionowej. Oferował m.in. portrety w formacie carte de visite, o czym informował w prasie:
BILETY WIZYTOWE FOTOGRAFICZNE! Podług najlepszych ulepszeń Paryzkich, wyobrażające na każdym Bilecie Portret w kształcie herbu, oraz ulicę i Nr zamieszkania osoby. Zdejmują się po kop: 25 za sztukę, przy ulicy Senatorskiej pod Nr. 463, obok gmachu PP. Kanoniczek, z Zakładzie Fotograficznym Jana Mieczkowskiego.
W 1855 r. skromne atelier zostało powiększone o przeszklone atelier, a firma zyskała wspólnika – malarza P. Górskiego.

### Zakład w hotelu Europejskim
W 1856 r. zakład został przeniesiony do niedawno ukończonego Hotelu Europejskiego, o czym informowano na łamach prasy:
Zamiast używanej w innych tego rodzaju [zakładach] szklanej altany do zdejmowania portretów, widzimy tu obszerną i wysoką salę, oświetloną kolosalnem oknem ze stosownemi reflexami, urządzonemi za pomocą zwierciadeł, przedstawiającą naturalne salonowe oświetlenie [...] O samym zakładzie, którego właściciel wróciwszy z powtórnej w tym roku wycieczki do celniejszych miast Europy dla zaopatrzenia się we wszystkie do jego zakładu należące szczegóły, w tych dniach ten swój nowy zakład otworzył, powiemy więcej innym razem.
W nowym zakładzie wykonywano zdjęcia czarno-białe i kolorowane (retuszowaniem i podkolorowywaniem zajmował się sprowadzony z Berlina malarz), także dagerotypy. Mieczkowski sprzedawał również sprowadzane z zagranicy materiały fotograficzne. Wkrótce jednak (prawdopodobnie w drugiej połowie 1857 r.) Mieczkowski zamknął zakład (co być może spowodowane było przez zbyt brawurowe inwestycje) i wyjechał z Warszawy. Przez kilka lat działał jako wędrowny fotograf m.in. w Lublinie, Wilnie, Radomiu, Suwałkach, po czym w 1861 r. powrócił do Warszawy.

### Zakład przy ul. Miodowej
Na dziedzińcu kamienicy przy ul. Miodowej 5 wzniósł szklane atelier. Nowy zakład, zatrudniający 23 pracowników, na masową skalę wytwarzał zdjęcia typu carte de visite, przedstawiające wizerunki odwiedzających zakład osób, ale również portrety znanych postaci czy reprodukcje dzieł sztuki, sprzedawane następnie bezpośrednio w zakładzie oraz w księgarniach i sklepach. Za swoje portrety Mieczkowski otrzymał wyróżnienie na wystawie światowej w Londynie w 1862 r. Zajmował się fotografią pejzażową (w 1862 r. miał wykonane stereoskopowe widoki Warszawy), a także kontynuował sprzedaż zagranicznych materiałów i aparatów fotograficznych.
W lipcu 1863 r. Mieczkowski wycofał się na pewien czas z zawodu, oddając zakład pod opiekę Ludwika Mulerta. W 1864 r. został członkiem Société française de photographie. Obok prowadzenia atelier zajmował się także innymi rodzajami działalności. Od 1875 wydawał pismo „Antrakt”, później noszące tytuł „Kurier Poranny”, które w 1877 odsprzedał F. Fryzemu. Ponadto w Dobieszkowie prowadził hodowlę zbóż selekcyjnych, od 1879 wytwórnię krochmalu z ziemniaków „Mieczków”.
Około 1880 r. ponownie zbankrutował, co spowodowane było nadmiernymi inwestycjami i stratami, jakie poniósł w wyniku defraudacji dokonanej przez adwokata Dwernickiego.

### Zakład w Paryżu
W grudniu 1880 r. Mieczkowski wraz z żoną i dziećmi przyjechał do Paryża. Wynajął mieszkanie i lokal w kamienicy przy 57, rue Saint Roch (na rogu z rue Gomboust, niedaleko avenue de l’Opéra, która – jako bardziej prestiżowa od rue Saint Roch – widniała na winietach firmowych paryskich zdjęć Mieczkowskiego). Zakład zaczął działać w marcu lub kwietniu 1881 r., jednak nie przynosił oczekiwanych dochodów. W czerwcu 1881 r. Mieczkowski zawiązał więc spółkę z fotografem Maximem Benardem (stąd nowa nazwa firmy: „Mieczkowski & Cie”), jednak wspólnik nie wywiązał się ze swoich zobowiązań, spółkę rozwiązano, a Mieczkowski ogłosił bankructwo. W 1881 r. Mieczkowski opuścił potajemnie Paryż, ale firma pod nazwą „Mieczkowski & Cie” działała – prowadzona przez różnych fotografów – do ok. 1886 r.
W Paryżu Mieczkowski wykonywał fotografie portretowe (w formatach carte de visie i gabinetowym), głównie przedstawiające polskich emigrantów, takich jak Teofil Kwiatkowski czy Teodora Kazimiera Mikułowska (w zbiorach Biblioteki Polskiej w Paryżu). Porażka paryskiego przedsięwzięcia Mieczkowskiego wynikała z kilku czynników: dużej konkurencji, nieznajomości języka, a także nieuczciwości wspólnika.

### Ponowna działalność w Warszawie
Po powrocie do Polski Mieczkowski wznowił działalność fotograficzną. Szybko dorobił się majątku, a zakład przeniósł do domu własnego przy ul. Miodowej 3.
Pod koniec życia działał wyłącznie jako fotograf. Po jego śmierci działalność zakładu kontynuował jego syn, Jan Mieczkowski żonaty z Emilą Korwin-Kamionowską. 